# Malthodes eurypygus
Malthodes eurypygus es una especie de coleóptero de la familia Cantharidae.

## Distribución geográfica
Habita en Japón.